# Gaspard Fauteux
Gaspard Fauteux, PC (* 27. August 1898 in Saint-Hyacinthe, Québec; † 29. März 1963 in Montreal) war ein kanadischer Politiker. Von 1931 bis 1935 war er Abgeordneter der Nationalversammlung von Québec, von 1942 bis 1950 liberaler Abgeordneter des kanadischen Unterhauses. Anschließend amtierte er bis 1958 als Vizegouverneur der Provinz Québec.

## Biografie
Fauteux entstammte einer politisch einflussreichen Familie. Sowohl sein Großvater Honoré Mercier als auch sein Onkel Lomer Gouin waren Premierminister von Québec gewesen. Seine Großmutter war in zweiter Ehe mit dem Unterhausabgeordneten und späteren Senator Joseph Godbout verheiratet. Fauteux studierte an der Université de Montréal und erhielt 1921 ein Diplom als Zahnarzt. Er übte diesen Beruf zunächst in der Region Beauce aus, ab 1926 in Montreal. Dort entstand auf seine Initiative hin ein zahnmedizinisches Institut im Krankenhaus Hôtel-Dieu de Montréal.
Als Kandidat der Parti libéral du Québec wurde Fauteux 1931 in das Provinzparlament gewählt, wobei er sich im Wahlbezirk Montréal–Sainte-Marie gegen den konservativen Montrealer Bürgermeister Camillien Houde durchsetzen konnte. Vier Jahre später verlor er sein Mandat und wandte sich wieder seinem Beruf zu. Für die Liberale Partei Kanadas trat er 1942 zu einer Nachwahl um den Unterhaus-Wahlbezirk Sainte-Marie an und wurde mit großem Vorsprung gewählt. 1945 und 1949 gelang ihm jeweils die Wiederwahl.
Während seiner Zeit als Abgeordneter setzte sich Fauteux gegen die Einführung der Wehrpflicht ein und war nach dem Zweiten Weltkrieg ein Delegierter bei UNO-Konferenzen. Von 1945 bis 1949 war er Speaker des Unterhauses. Generalgouverneur Lord Alexander vereidigte ihn am 3. Oktober 1950 als Vizegouverneur von Québec. Dieses repräsentative Amt übte er bis zum 14. Februar 1958 aus. Fauteux erhielt drei Ehrendoktorwürden: 1950 von der Université Laval, 1951 von der Université de Montréal und 1957 von der McGill University.